# Comuna Buceaia, Nova Ușîțea
Buceaia (în ucraineană Бучая) este o comună în raionul Nova Ușîțea, regiunea Hmelnîțkîi, Ucraina, formată din satele Buceaia (reședința) și Zahoreanî.

## Demografie
Componența lingvistică a comunei Buceaia
     Ucraineană (99,14%)
     Alte limbi (0,86%)
Conform recensământului din 2001, majoritatea populației comunei Buceaia era vorbitoare de ucraineană (99,14%), existând în minoritate și vorbitori de alte limbi.